# Country Garden
Country Garden é uma empresa de desenvolvimento imobiliário com sede em Guangdong, China, de propriedade da família de Yang Guoqiang. Ficou em 206º lugar na lista Fortune Global 500 de 2023.  Country Garden apresenta uma capitalização de mercado de mais de US$ 29,84 bilhões em 2018;  com 187 empreendimentos urbanos de alto padrão em toda a China, Malásia e Austrália em seu vasto portfólio de projetos internacionais. A empresa está constituída nas Ilhas Cayman. 

## Crise de Liquidez
Em 8 de agosto de 2023, de acordo com declarações de um consórcio de investidores sediado em Hong Kong, a empresa deixou de pagar o valor acumulado de US$45 milhões no que diz respeito ao desembolso de juros vinculado a dois títulos offshore em dólares americanos. A empresa teve uma margem de manobra de 30 dias para efetuar os pagamentos. Caso não cumpra estas obrigações financeiras no prazo acima mencionado, entrará em descumprimento das estipulações contidas nos contratos de obrigações. 